# Tages
Tages est un groupe pop baroque suédois formé en 1963 à Göteborg. Le groupe se composait initialement de Tommy Blom, Göran Lagerberg, Danne Larsson, Anders Töpel et Freddie Skantze. 
Bien qu’il ait connu un énorme succès en Suède et qu’il ait obtenu treize singles dans le top 20 de Kvällstoppen, le groupe n’a pas réussi à attirer beaucoup d’attention en dehors de la Scandinavie, malgré plusieurs tentatives des membres du groupe. Initialement dirigé par le chanteur principal Tommy Blom, le collectif a été dirigé pendant une grande partie de sa carrière par le bassiste et chanteur Göran Lagerberg, qui a écrit une grande partie des morceaux du groupe. 

## Histoire

### Formation (1963)

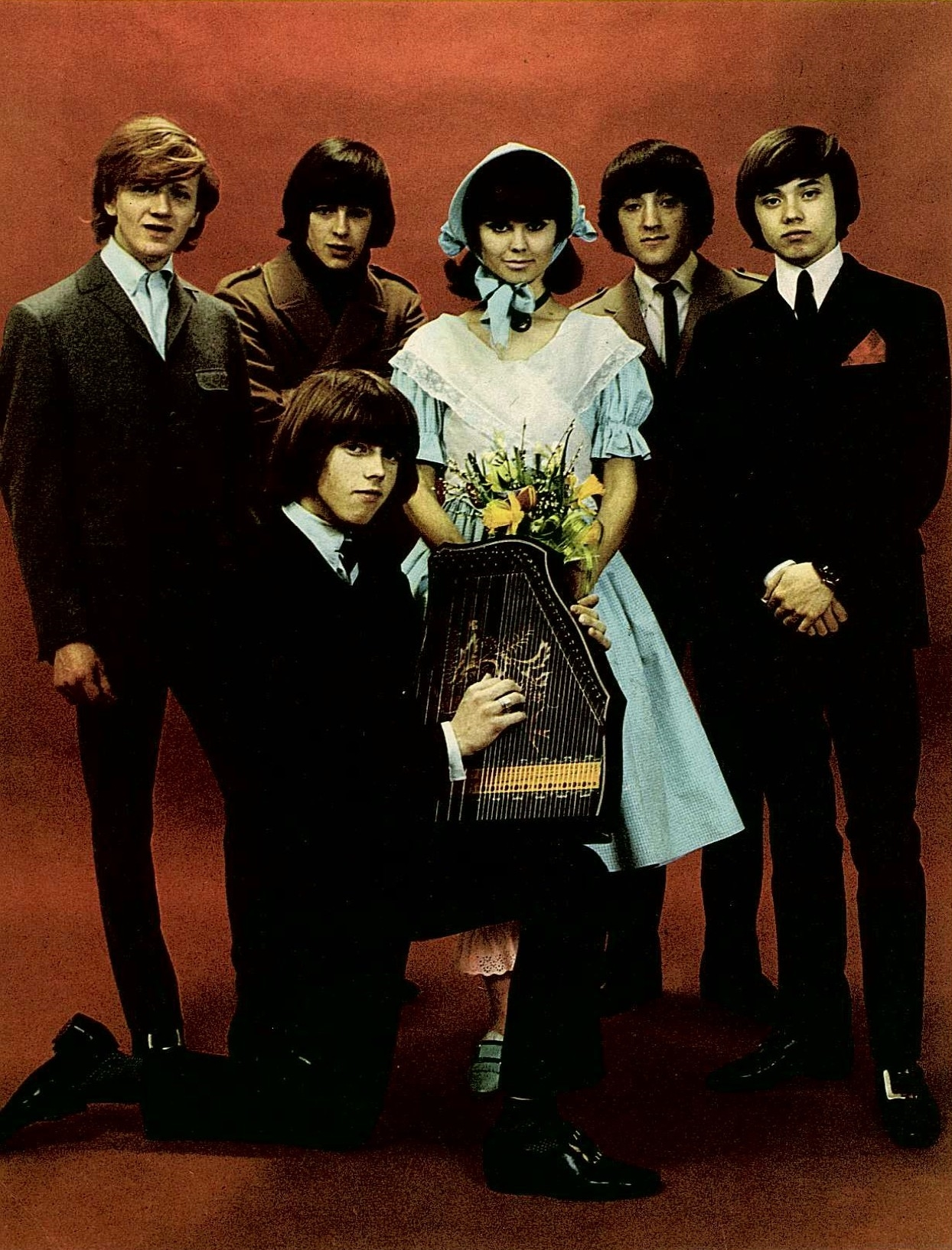
Affiche promotionnelle, 1965.

Tages a été formé au cours de l’été 1963, initialement sous le nom de Tages Skifflegrupp à Göteborg. Le line-up initial des Tages incluait le chanteur principal Tommy Blom, le bassiste et chanteur Göran Lagerberg, le guitariste rythmique et chanteur Danne Larsson, le guitariste principal Anders Töpel et le batteur Freddie Skantze. Leur nom provient de Danne Larsson, dont le deuxième prénom est Tage, un nom suédois courant. Ils ont choisi cela parce qu’ils considéraient le nom de Tage comme «boiteux».
Aucun des membres n’avait joué auparavant dans un groupe de rock. Le groupe a d’abord chanté principalement des chansons et a été influencé par le groupe de rock instrumental The Shadows. En octobre de la même année, le groupe participe à un spectacle de talents intitulé "Oktobersmällen". Le groupe est mis à plat par le jury, et finit à la dernière place. Cependant, ils donnent leur première grande performance, à Kungälv Folkpark.

### Percée et premier album (1964-1965)
Au début de 1964, Tages Skifflegrupp change de nom pour simplement Tages. Le groupe prend sa première pause du 13 au 17 août 1964, lorsque le groupe s’est inscrit au concours de Göteborgs-Posten "Västkustens Beatles" ("Les Beatles de la côte ouest"). Le concept derrière cela était de sonner comme les Beatles, avec une exigence de quatre membres. Le prix était une session d’enregistrement gratuite pour le vainqueur. Tages, cependant, se composait de cinq membres à l’époque. Ce problème a été résolu puisque Blom était à Londres à l’époque, des vacances de deux semaines qu’il a prises pour améliorer ses compétences en anglais, tout en se connectant avec d’autres personnes dans une auberge de jeunesse. Sans Blom, Lagerberg, Larsson, Töpel et Skantze ont réussi à faire de Tages un quatuor. Ils ont remporté le concours, recueillant 600 voix sur les 1300 membres votants de l’auditoire.
Blom était maintenant de retour en Suède, et le groupe était autorisé à enregistrer son premier single. Pour cette sortie, ils ont choisi d’enregistrer une chanson écrite par Blom, Sleep Little Girl. Le premier enregistrement de la chanson n’a pas été enregistré dans un studio professionnel, mais plutôt à Nylöse Ungdomsgård, où un studio de fortune avait été créé dans une cave. Le groupe entre en studio le 20 septembre 1964 pour enregistrer la chanson. Elle met en vedette Blom au chant principal, tandis que Larsson joue de la guitare acoustique. Lagerberg chante des chœurs sur l’enregistrement. Le single sort le 16 octobre 1964 sur le label indépendant Platina Records. "Sleep Little Girl" est un succès immédiat. Il a atteint le numéro 3 sur Kvällstoppen en décembre 1964, et en tête de la carte radio Tio i Topp, restant onze semaines sur ce graphique. En raison de son succès massif, Sleep Little Girl a été réédité en janvier 1965.
Le groupe a reçu beaucoup de critiques d’autres musiciens, qui les considéraient inexpérimentés. Cela les a conduit à se développer rapidement en tant que groupe, et a attiré les influences des artistes britanniques de mod, spécifiquement les Small Faces, et comme eux, ont été le centre de la mode masculine suédoise à partir de 1965. Le groupe couvrira des chansons d’artistes inconnus en Suède, tels que John Lee Hooker, Willie Dixon et Muddy Waters, mais aussi de concurrents, tels que les Everly Brothers, les Easybeats et les Small Faces, ce qui se refléte sur leurs derniers singles.

### Albums studio (1965-1969)
Entre 1965 et 1967, Tages réussit à enregistrer cinq albums studio, dont Extra Extra, qui fut l’un des premiers albums de rock psychédélique enregistrés. Au cours de la dernière partie de leur carrière, Tages a lancé un genre de musique, combinant des éléments de la musique folk suédoise avec la musique rock contemporaine, spécifiquement le rock psychédélique. Ce faisant, le groupe enregistre son dernier album studio, simplement intitulé Studio en 1967. L’album contient uniquement du matériel original, et a souvent été considéré comme l’un des meilleurs albums suédois des années 1960. Blom quitte le groupe à la mi-1968, après quoi celui-ci se renomme Blond. 
Après un changement de line-up laissant Lagerberg seul membre restant, ils sortent un album sur le label Fontana en 1969. Tages cesse toute activité cette même année.

## Membres

### Liste des membres
- Tommy Blom (né Tommy Albert Blo le 3 mars 1947 à Göteborg, décédé le 25 mai 2014) – chant, guitare, harmonica (1963-1968)
- Göran Lagerberg (né Göran Bertil Lagerberg le 20 septembre 1947 à Göteborg) – chant, guitare basse (1963-1969)
- Danne Larsson (né Dan Tage Larsson le 11 janvier 1948 à Göteborg) – chant, guitare rythmique, piano, orgue, spinet (1963-1969)
- Anders Töpel (né Per Anders Töpel le 16 janvier 1947 à Göteborg; décédé en avril 2014) – chant, guitare solo (1963-1969)
- Freddie Skantze (né Fredrik Howard Skantze le 10 septembre 1945 à Göteborg) – batterie, bongos (1963-1966)
- Tommy Tausis (né Tommy Roland Tausis le 22 mars 1946 à Södertälje) – chant, batterie (1966)
- Lasse Svensson (né Lars Viktor Emanuel Svensson le 12 mai 1947 à Järvsö) – batterie (1967-1969)

## Discographie

### LP
- Tages (1965)
- Tages 2 (1966)
- Extra Extra (1966)
- Contrast (1967)
- Studio (1967)